# Sport in Azerbeidzjan

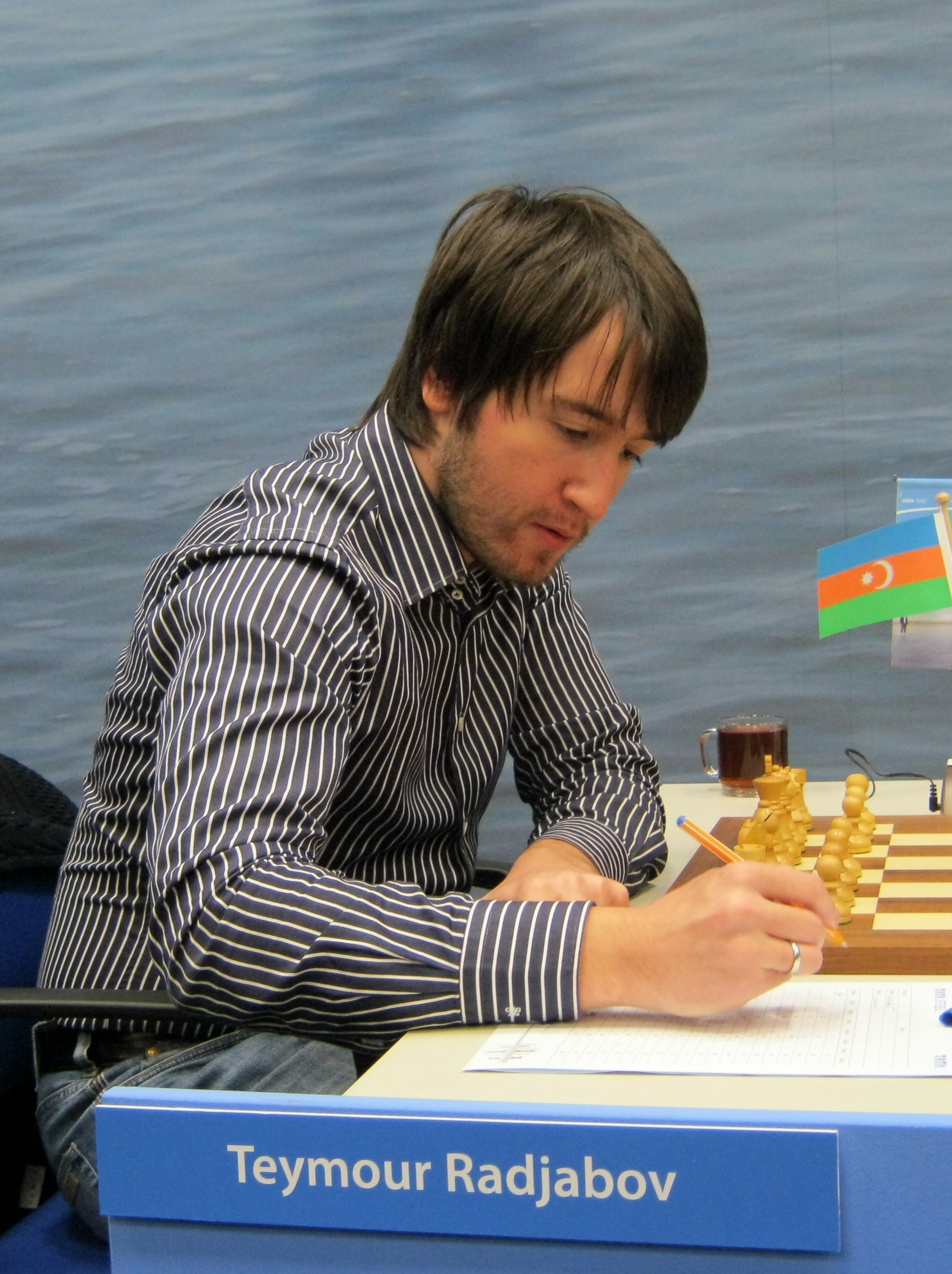
Teimour Radjabov werd in 2001 grootmeester, destijds de jongste ooit

Sport in Azerbeidzjan is traditioneel beperkt tot een aantal sporten, zoals worstelen en schaken.  ook andere sporten in populariteit toegenomen, waaronder voetbal, atletiek, zaalvoetbal, volleyball en worstelen. Meer hobbymatig wordt veel geschaakt en backgammon gespeeld.
De populairste sport in Azerbeidzjan is voetbal. De Azerbeidzjaanse voetbalbond is lid van de UEFA. De verrichtingen van het Azerbeidzjaans voetbalelftal worden met belangstelling gevolgd, evenals de competitie en de Azerbeidzjaanse voetbalbeker.
Azerbeidzjan heeft ook enkele beroemde atleten voortgebracht zoals Ramil Guliyev en Hayle Ibrahimov. De volleybalsters Valeriya Korotenko en Natalya Mammadova genieten eveneens internationale bekendheid.
De nationale sport is worstelen. Bekende Azerbeidzjaanse worstelaars zijn Namig Abdullayev, Rovshan Bayramov, Farid Mansurov, Vitaliy Rahimov, Khetag Gazyumov en de vrouw Mariya Stadnik. Ze hebben samen zeven olympische medailles behaald.
Azerbeidzjan heeft ook vechtsporters in andere disciplines, zoals de karateka Rafael Aghayev, de judoka's Elnur Mammadli en Movlud Miraliyev, de K-1-vechter Zabit Samedov en de boksers Vugar Alakbarov, Fuad Aslanov, Shahin Imranov en Aghasi Mammadov.
Ook heel populair in Azerbeidzjan is schaken, waarin het uitblinkt. Azerbeidzjan heeft vele internationale schaaktoernooien en competities georganiseerd en werd in 2009 Europees kampioen. Bekende schakers uit Azerbeidzjan zijn onder andere Vladimir Makogonov, Teimour Radjabov, Shakhriyar Mamedyarov, Vugar Gashimov en Zeinab Mamedyarova.
De denksport backgammon geniet ook een aanzienlijke populariteit onder de lokale bevolking. In Azerbeidzjan speelt men naast de standaardversie ook een aangepaste vorm van backgammon; deze staat bekend als Nards.
Van 12 tot 28 juni 2015 werden in Bakoe de Europese Spelen 2015 gehouden. Dit waren de eerste Europese Spelen.